# Shito Ryu
Shitō-Ryū (糸東流) är en av världens fyra stora karateskolor . Denna skola har inslag av de båda grundstilarna Naha-te och Shuri-te via närmaste föregångarna Shōrin-ryū och Shōrei-ryū. Shitō-Ryū grundades 1931 av Mabuni Kenwa (摩文仁 賢和).

Shitō-Ryū karatedōs logga

## Historia
År 1929 hade Mabuni flyttat till Osaka på fastlandet för att bli heltids karateinstruktör inom en skola som han till slut gav namnet Shitō-ryū. Med det namnet hedrade han sina två huvudtränare, Itosu Ankō (糸州安恒) (1813-1915) och Higashionna Kanryō (東恩納寛量) genom att kombinera det första kanjitecknet i varderas familjenamn, 糸 Ito (=tråd) och 東 Higashi (=öster), vilka därigenom fick sina kinesiska läsningar. Shi respektive Tō. Ryū betyder ungefär 'skola', 'stil' eller 'strömning'.
Itosu hade lärt Mabuni Shuri-te och Higashionna lärde honom Naha-te. Han fick hjälp att öppna att antal Shitō-ryū dōjōer i Osaka-området. Även i dag hittar man den största ansamlingen av Shitō-ryū utövare i Japan i och kring Osaka.
Karate har lärts ut utanför Japan i nästan 40 år, och exporterades till resten av världen med dess organisatoriska och stilmässiga bakgrund. Nu har de olika karateskolorna blivit kända bland utövare jorden runt.
Av alla traditionella karateskolor såsom Shōrin-ryū, shōtōkan, Gōjū-Ryū, Wadō-Ryū och Shitō-Ryū, framstår Shitō-Ryū som mest svårplacerad med sina många inflytelser. Shitō-ryū är en kombination av äldre stilar och ett försök att förena dessa olika karatens rötter. Ett flertal av dess ledande utövare, som till exempel Fumio Demura och Teryo Hayashi, är kända över hela världen. Shitō-Ryū har oftast beskrivits som en blandning av Shōtōkan och Gōjū-Ryū.

## Typiska drag
Å ena sidan har Shitō-ryū den fysiska styrkan och låga kraftfulla ställningar i stilar som utgår från Shuri-te och Shōrin-ryū såsom Shōtōkan-ryū (松涛 馆), å andra sidan har Shitō-ryū cirkulära rörelser i åtta riktningar, andningskraft, hårda och mjuka egenskaper från Naha-te och Tomari-te (泊 手) stilar, till exempel Gōjū-Ryū (刚柔 流). Shitō-ryū är extremt snabb, men kan ändå vara konstnärlig och kraftfull. 
Det är också känt att lärarna inom skolan har använt kator från många källor på Okinawa. Tyvärr säger en sådan beskrivning inte mer om vad Shitō-Ryū egentligen är, annat än att den är rik på kator. Klart är dock att Shitō-Ryū, tillsammans med Gojū-Ryū, Wadō-Ryū och Shōtōkan, är en av de fyra stora skolorna i Japan.
Tekniskt sett liknar de flesta Shitō-Ryū varianter varandra. Det finns dock en del skillnader i katorna mellan olika grupper, troligtvis beroende på när de lärdes ut av Mabuni samt elevernas personligheter. Oavsett vilken grupp det gäller, ser de flesta Shitō-Ryū kator ut som Shōrin-ryū, en lång linjär skola. De Naha-Te kata som utförs av Shitō-Ryū utövare är utförda på ett lättare, mer linjärt och längre sätt än till exempel Gōjū-Ryū.
Shitō-Ryū har aldrig glömt sina rötter på Okinawa, när det gäller kobujutsu (hanterande av vapen). Medan Mabuni tränade under vapenexperter som till exempel Arakaki, lärde många av dagens Shitō-Ryū lärare den mesta av sin kobujutsu från Taira Shinken, (Ryūkyū Kobujutsu Hōzon Shinkō kai) mannen som är ansvarig för att popularisera kobujutsu under en tid, då intresset i denna speciella Okinawakonst var som lägst. Det verkar som Shitō-Ryū är den stil som mest tog till sig Tairas teknik. Instruktörer som till exempel Sakagami, Demura, Hayashi, Kuniba och Kenei Mabuni tränade alla med Taira under olika tillfällen.

## Träning
Shitō-ryū formaliserar och betonar fem regler för försvar, som utvecklades av Mabuni Kenwa och har i vissa stilar, exemplvis Kuniba-kai, formaliserats till en grundläggande kata, som novisen först kommer i kontakt med. Den är känd som GoHō no Uke (五 法 の 受け) eller Uke no go Gensoku (受け の 五 原則) och Uke no go Genri (受け の 五 原理):
Rakka  落花 ("fallande kronblad")Konsten att blockera med en sådan kraft och precision att fullständigt förstöra motståndarens attackerande rörelse. Exempel på rakka är de mest kända blockeringarna, som gedan-barai (下段 払い) eller soto-uke (外 受け).
Ryūsui  流水  ("rinnande vatten")Konsten att flyta runt angriparens rörelse och genom den med mjuka blockeringar. Exempel är nagashi-uke (流し 受け) och osae-uke (押さえ 受け).
Kusshin  屈伸 ("elasticitet")Detta är konsten att studsa tillbaka och samtidigt lagra energi genom att rekylera från motståndarens attack, ändra eller sänka ställning, tachi, enbart för att omedelbart varva ur till motattack. Klassiska exemplen är tachi-övergångarna zenkutsu-dachi (前 屈立 ち) till kōkutsu-dachi (後 屈立 ち) och moto-dachi (基 立ち) till nekoashi-dachi (猫足 立ち).
Ten'i  転 位 ("transponering")Ten'i är att utnyttja samtliga åtta rörelseriktningarna, viktigast av allt att skutta bort från attacklinjen.
Hangeki  反 撃 ("motattack")Ett hangeki-försvar är en attack, som samtidigt avböjer motståndarens attack, innan den kan nå försvararen. Exempel på detta är olika typer av tsuki-uke (突き 受け), inklusive yama-tsuki (山 突き).
Shitō-Ryū lägger stor vikt vid träning på de många övriga kata i systemen samt på deras tillämpningar (användning av tekniker från kator). I många Shitō-Ryū grupper finns mellan 40 och 60 olika kator. Ingen annan stil har så många kator. Detta beror på Mabunis stora kärlek till kata och att han tränade med så många mästare. Moderna Shitō-Ryū stilar har kommit att lägga allt mer vikt vid kumite. Shitō-ryū betonar hastighet och att sparringen i allmänhet initieras från en högre, mer upprätt hållning än den Shōtōkan förordar. Å andra sidan eftersom skolan har så många kator, ägnas mycket tid åt att finslipa någon av alla dessa former.

### Kator
Lista över kator som tränades av Mabuni Kenwa för Shitō-ryūskolan:
| Nr  | Kata                      | Mabuni | Shitokai | Shito-ryu seito | Hayashi-ha | Inoue-ha | Itosu-kai | Motobu-ha | Shiroma | Tani-ha | Ursprung           |
| --- | ------------------------- | ------ | -------- | --------------- | ---------- | -------- | --------- | --------- | ------- | ------- | ------------------ |
| 001 | Annan                     |        |          |                 | ●          |          |           |           |         |         | Nakaima Norisato   |
| 002 | Annanko                   |        |          |                 | ●          |          |           |           |         |         | Kyan Chotoku       |
| 003 | Annanku                   |        |          |                 |            | ●        |           |           |         |         | Nagamine Shoshin   |
| 004 | Ansan                     |        |          |                 |            |          |           | ●         |         |         | Kina               |
| 005 | Aoyagi                    | ●      |          |                 |            |          |           |           |         |         | Kenwa Mabuni       |
| 006 | Asato no Bassai           |        |          |                 |            |          |           |           |         |         | Asato Anko         |
| 007 | Bakki                     |        |          |                 |            |          |           |           |         |         | Kenwa Mabuni       |
| 008 | Bassai dai                | ●      | ●        | ●               | ●          | ●        |           |           |         | ●       | Matsumura Sokon    |
| 009 | Bassai sho                | ●      | ●        | ●               | ●          |          |           |           |         | ●       | Sokon Matsumura    |
| 010 | Chatan Yara no Kushanku   |        | ●        |                 | ●          | ●        |           |           |         |         | Chatan Yara        |
| 011 | Chi no kata               |        |          |                 | ●          |          |           |           |         |         | Miyagi Chojun      |
| 012 | Chibana no Kusanku        |        |          |                 |            |          |           |           |         |         | Chibana Choshin    |
| 013 | Chinte                    | ●      | ●        |                 |            |          |           |           |         | ●       | Itosu Ankō         |
| 014 | Chinto                    | ●      | ●        |                 |            |          |           |           |         | ●       | Sokon Matsumura    |
| 015 | Fukyugata                 |        |          |                 |            |          |           |           |         |         | Shoshin Nagamine   |
| 016 | Gekisai                   |        |          |                 |            |          |           |           |         |         | Chojun Miyagi      |
| 017 | Gojushiho                 | ●      | ●        | ●               | ●          | ●        |           |           |         |         | Sokon Matsumura    |
| 018 | Haffa                     |        |          |                 |            |          |           |           |         |         | Genki Go           |
| 019 | Hakka                     |        |          |                 |            |          |           |           |         |         | Go Genki           |
| 020 | Hakkaku                   |        |          |                 | ●          |          |           |           |         |         | Go Genki           |
| 021 | Hakucho                   |        | ●        |                 |            |          |           |           |         |         | Go Genki           |
| 022 | Hakutsuru                 |        |          |                 |            |          |           |           |         |         | Go Genki           |
| 023 | Happo sho                 |        |          | ●               |            |          |           |           |         |         | Kenwa Mabuni       |
| 024 | Heian shodan              |        | ●        |                 |            |          |           |           |         |         | Anko Itosu         |
| 025 | Heian nidan               |        | ●        |                 |            |          |           |           |         |         | Anko Itosu         |
| 026 | Heian sandan              |        | ●        |                 |            |          |           |           |         |         | Anko Itosu         |
| 027 | Heian yondan              |        | ●        |                 |            |          |           |           |         |         | Anko Itosu         |
| 028 | Heian godan               |        | ●        |                 |            |          |           |           |         |         | Anko Itosu         |
| 029 | Heiku                     |        |          |                 | ●          |          |           |           |         |         | Norisato Nakaima   |
| 030 | Ippyakureihachi           |        |          | ●               |            |          |           |           |         |         | Kanryo Higaonna    |
| 031 | Itosu no Rōhai shodan     | ●      |          |                 |            |          |           |           |         |         | Anko Itosu         |
| 032 | Itosu no Rōhai nidan      | ●      |          |                 |            |          |           |           |         |         | Anko Itosu         |
| 033 | Itosu no Rōhai sandan     | ●      |          |                 |            |          |           |           |         |         | Anko Itosu         |
| 034 | Ishimine no Bassai        |        |          |                 |            |          |           |           |         |         |                    |
| 035 | Jiin                      | ●      | ●        | ●               |            | ●        |           |           |         |         | Anko Itosu         |
| 036 | Jion                      | ●      | ●        | ●               |            | ●        |           |           |         |         | Anko Itosu         |
| 037 | Jitte                     | ●      | ●        | ●               |            | ●        |           |           |         |         | Anko Itosu         |
| 038 | Juroku                    | ●      | ●        | ●               |            |          |           |           |         |         | Kenwa Mabuni       |
| 039 | Kaku ha                   |        |          |                 |            |          |           |           |         |         |                    |
| 040 | Kanchi                    |        |          |                 |            |          |           |           |         |         |                    |
| 041 | Kanshiwa                  |        |          |                 |            |          |           |           |         |         | Kanei Uechi        |
| 042 | Kenpaku                   |        |          | ●               |            |          |           |           |         |         | Kenwa Mabuni       |
| 043 | Kensho                    |        |          | ●               |            |          |           |           |         |         | Kenwa Mabuni       |
| 044 | Kenshu                    |        |          | ●               |            |          |           |           |         |         | Kenwa Mabuni       |
| 045 | Kyan Chotoku no Chinto    |        |          |                 |            |          |           |           |         |         | Chotoku Kyan       |
| 046 | Kyan Chotoku no Gojushiho |        |          |                 |            |          |           |           |         |         | Chotoku Kyan       |
| 047 | Kihon kata ichi           |        | ●        | ●               |            | ●        |           |           |         |         | Gigō Funakoshi     |
| 048 | Kihon kata ni             |        | ●        | ●               |            |          |           |           |         |         | Gigō Funakoshi     |
| 049 | Kihon kata san            |        | ●        | ●               |            |          |           |           |         |         | Gigō Funakoshi     |
| 050 | Kihon kata yon            |        | ●        | ●               |            |          |           |           |         |         | Gigō Funakoshi     |
| 051 | Kihon kata go             |        | ●        | ●               |            |          |           |           |         |         | Gigō Funakoshi     |
| 052 | Kihon kata rokku          |        | ●        | ●               |            |          |           |           |         |         | Gigō Funakoshi     |
| 053 | Kihon kata shichi         |        | ●        | ●               |            |          |           |           |         |         | Gigō Funakoshi     |
| 054 | Kihon kata hachi          |        | ●        | ●               |            |          |           |           |         |         | Gigō Funakoshi     |
| 055 | Kihon kata ku             |        | ●        | ●               |            |          |           |           |         |         | Gigō Funakoshi     |
| 056 | Kihon kata jyu            |        | ●        | ●               |            |          |           |           |         |         | Gigō Funakoshi     |
| 057 | Kihon kata jyu ichi       |        | ●        | ●               |            |          |           |           |         |         | Gigō Funakoshi     |
| 058 | Kihon kata jyu ni         |        | ●        | ●               |            |          |           |           |         |         | Gigō Funakoshi     |
| 059 | Kosokun dai               | ●      | ●        | ●               |            | ●        |           |           |         |         | Itosu Anko         |
| 060 | Kosokun sho               | ●      | ●        | ●               |            | ●        |           |           |         |         | Anko Itosu         |
| 061 | Kururunfa                 | ●      | ●        | ●               | ●          | ●        |           |           |         |         | Higaonna Kanryo    |
| 062 | Kushanku                  |        |          |                 |            |          |           |           |         |         | Matsumura Sokon    |
| 063 | Matsukaze                 | ●      |          |                 |            | ●        |           |           |         |         | Anko Itosu         |
| 064 | Matsumora no Rōhai        |        |          |                 |            |          |           |           |         |         | Matsumora Kosaku   |
| 065 | Matsumura no Bassai       |        | ●        |                 |            | ●        |           |           |         |         | Sokon Matsumura    |
| 066 | Matsumura no Rohai        |        | ●        |                 |            |          |           |           |         |         | Sokon Matsumura    |
| 067 | Matsumura no Seisan       |        | ●        |                 |            |          |           |           |         |         | Sokon Matsumura    |
| 068 | Miyojo                    | ●      | ●        | ●               |            |          |           |           |         |         | Kenwa Mabuni       |
| 069 | Motobu no Sochin          |        |          |                 |            |          |           |           |         | ●       | Choki Motobu       |
| 070 | Naihanchi shodan          | ●      | ●        | ●               |            |          |           |           |         | ●       | Anko Itosu         |
| 071 | Naihanchi nidan           | ●      | ●        | ●               |            |          |           |           |         | ●       | Anko Itosu         |
| 072 | Naihanchi sandan          | ●      | ●        | ●               |            |          |           |           |         | ●       | Anko Itosu         |
| 073 | Nipaipo                   | ●      | ●        | ●               | ●          | ●        |           |           |         |         | Genki Go           |
| 074 | Niseishi                  | ●      | ●        |                 |            | ●        |           |           |         |         | Aragaki Seisho     |
| 075 | Ohan                      |        |          |                 |            |          |           |           |         |         |                    |
| 076 | Oshiro no Seisan          |        |          |                 |            |          |           |           |         |         |                    |
| 077 | Oyadomari no Bassai       |        |          |                 |            |          |           |           |         |         |                    |
| 078 | Pachu                     |        |          |                 | ●          |          |           |           |         |         | Norisato Nakaima   |
| 079 | Paiku                     |        |          |                 | ●          |          |           |           |         |         | Nakaima Norisato   |
| 080 | Papuren                   |        |          | ●               |            | ●        |           |           |         |         | Go Genki           |
| 081 | Pinan shodan              | ●      |          | ●               |            | ●        |           |           |         | ●       | Anko Itosu         |
| 082 | Pinan nidan               | ●      |          | ●               |            | ●        |           |           |         | ●       | Anko Itosu         |
| 083 | Pinan sandan              | ●      |          | ●               |            | ●        |           |           |         | ●       | Anko Itosu         |
| 084 | Pinan yondan              | ●      |          | ●               |            | ●        |           |           |         | ●       | Anko Itosu         |
| 085 | Pinan godan               | ●      |          | ●               |            | ●        |           |           |         | ●       | Anko Itosu         |
| 086 | Ryuko                     |        |          |                 |            |          |           |           |         |         | Kanei Uechi        |
| 087 | Rōhai                     | ●      |          |                 | ●          | ●        |           |           |         |         | Kosaku Matsumora   |
| 088 | Saifa                     |        |          |                 | ●          |          |           |           |         |         | Higashionna Kanryō |
| 089 | Sanchin                   | ●      | ●        | ●               | ●          |          |           |           |         |         | Higaonna Kanryō    |
| 090 | Sanseru                   | ●      | ●        | ●               |            |          |           |           |         |         | Higaonna Kanryō    |
| 091 | Seipai                    | ●      | ●        | ●               | ●          |          |           |           |         |         | Higaonna Kanryō    |
| 092 | Seienchin                 | ●      | ●        | ●               | ●          | ●        |           |           |         | ●       | Kanryo Higaonna    |
| 093 | Seisan                    | ●      | ●        |                 |            | ●        |           |           |         |         | Kanryo Hoigaonna   |
| 094 | Shiesei                   |        |          |                 |            |          |           |           |         |         |                    |
| 095 | Shiho kosokun             | ●      |          |                 | ●          | ●        |           |           |         |         | Kenwa Mabuni       |
| 096 | Shinpa                    | ●      | ●        | ●               | ●          |          |           |           |         |         | Kenwa Mabuni       |
| 097 | Shinsei ichi              | ●      | ●        |                 |            |          |           |           |         |         | Kenwa Mabuni       |
| 098 | Shinsei ni                | ●      | ●        |                 |            |          |           |           |         |         |                    |
| 099 | Shisochin                 | ●      | ●        | ●               | ●          | ●        | ●         | ●         | ●       | ●       | Higaonna Kanryō    |
| 100 | Sochin                    | ●      | ●        | ●               | ●          |          |           |           |         |         | Seisho Aragaki     |
| 101 | Suparinpei                | ●      | ●        | ●               | ●          | ●        | ●         | ●         | ●       | ●       | Higaonna Kanryō    |
| 102 | Tensho                    | ●      | ●        | ●               | ●          |          | ●         |           |         |         | Miyagi Chojun      |
| 103 | Tomari Bassai             |        |          |                 | ●          | ●        |           |           |         |         | Teruya Kishin      |
| 104 | Tomari Chinto             |        |          |                 |            |          |           |           |         |         | Kishin Teruya      |
| 105 | Tomari Rohai              |        |          |                 |            |          |           |           |         |         |                    |
| 106 | Tomari Wankan             |        |          |                 |            |          |           |           |         |         |                    |
| 107 | Tomari Wanshu             |        | ●        |                 |            |          |           |           |         |         |                    |
| 108 | Unshu                     | ●      | ●        | ●               | ●          | ●        |           |           |         | ●       | Seisho Aragaki     |
| 109 | Useishi                   |        |          |                 |            |          |           |           |         |         |                    |
| 110 | Wanduan                   |        |          |                 |            |          |           |           |         |         |                    |
| 111 | Wankan                    |        |          |                 | ●          |          |           |           |         |         |                    |
| 112 | Wanshu                    |        |          |                 | ●          |          |           |           |         |         | Anko Itosu         |

## Avknoppningar
Inom Shitō-ryū uppstod ett flertal andra stilar efter Mabuni Kenwas död, dels för att en grundares frånfälle typiskt leder till dispyter om vem som ska efterträda denne som ledare för en viss skola, dels därför att många framstående karatelärare väljer att modifiera stilen, så att det därigenom skapas nya grenar.
Bland det stora antalet existerande sådana grenar av Shitō-ryū återfinns några av skandinaviskt intresse:
- Seishin-kai (聖心会): Grundad av Kōsei Kokuba, elev till Mabuni Kenwa och Motobu Chōki 1943 i Osaka, Japan. Denna gren utgjorde ursprungligen Motobu-ha Shitō-ryū, men hävdar inte längre denna härstamninig med ensamrätt.
- Kuniba-kai: Grundad av Shōgō Kuniba, tredje sōke av Seishin-kai och Kōsei Kokubas son, som flyttade till Portsmouth VA 1983. Hans amerikanska dōjō separerades från Seishin-kai efter hans död 1992 och blev känd som Kuniba-kai. Denna gren, numera ledd av Shōgōs son Kōzō Kuniba, innehar formellt insignierna för Motobu-ha stilen av Shitō-ryū.[6]
- Japan Karatedō Hayashi-ha Shitōryūkai (日本空手道林派糸東流会): Grundad 1970 av Hayashi Teruo, en elev till Mabuni Kenwa och Kokuba Kōsei. Hayashi ledde Seishin-kai, innan han grundade Japan Karatedō Hayashi-ha Shitōryūkai. Hayashi-ha Shitōryū kombinerar många Ryūei-ryū tekniker som Hayashi sōke lärde sig, medan han studerade i Okinawa. Det är detta som gör Hayashi-ha Shitōryū unik. Studenter från Japan Karatedō Hayashi-ha Shitōryū inbegrep många Kata- och Kumite-världsmästare. Japan Karatedō Hayashi-ha Shitōryūkai har många internationella dōjōr runt om i världen. Den europeiska organisationen för denna stil handhas av Shihan Miguel Fernández Vázquez, Barcelona. I USA, sköts Hayashi-ha av Shihan Akio Minakami i Seattle.[7][8] Teruo Hayashi avled den 24 september 2004, vid 80 års ålder i Osaka, Japan.
- Japan Karate-dō Inoue-ha Shitō-ryū Keishin-kai (日本空手道井上派糸東流慶心会): grundades 2004 såsom en direkt arvtagare till Hayashi-ha Shitō-ryū av Yoshimi Inoue (井上慶身), en av Hayashi Teruos toppstudenter, med högkvarter i Tottori, Japan och dōjōr inte bara i Brasilien, Venezuela och USA, utan även i Sverige.[9] Inoue är en senior coach inom Japan National Karate Kata Competition-laget och hans studenter inbegrep ett flertal Kata-världsmästare.[10]
- Shūkōkai (修交会): Grundad av Tani Chōjirō, elev till Mabuni Kenwa. Sedan 1949 utgör denna stil Tani-ha versionen av Shitō-ryū.
- Sanshin-kan (糸東流三身館空手道): Utövad sedan 1965, i Sverige från 1969 av Tamas Weber, numera jämte fransmannen Henry Plée de enda två icke japanska 10:dan, efter studier under Hayashi, Tani, Kuniba med flera. Initialt tränades Shūkōkai i en dōjō på Högbergsgatan 49 i Stockholm med besök av Tani med följe en gång på 1970-talet. Dōjōn blev strax därefter flyttad till Webers nya lokal vid Sveavägen, där även andra skolor utövats. Webers vision har varit att som President och Chefsinstruktör vidareutveckla vad han kallat ”Motobu-ha Shitō Ryū Sanshin Kan International”, numera utan att hävda Motobu-ha.